# Yankee Lake
Yankee Lake – wieś w Stanach Zjednoczonych, w stanie Ohio, w hrabstwie Trumbull.
Według danych z 2000 roku wieś miała 99 mieszkańców.